# Fülöp György
Fülöp György (Debrecen, 1923. január 19. – 2010.) magyar karikaturista, újságíró, író, humorista. Szignója: fül

## Életútja
Zsidó értelmiségi családba született. Édesapja rabbi volt. Már 12 éves korában írásai, versei jelentek meg gyermeklapokban. 1944-ben munkaszolgálatra vezényelték. Öccse Tibor, alig 17 évesen, de napi egy tál levesért önként jelentkezett munkaszolgálatra. Testvérét a városligeti pápai védett századdal vitték el, és róla Balfról, 1944-ben kapott utoljára üzenetet. Fülöp György a vészkorszakot a budapesti gettóban élte túl. 2006-ban Vészkorszak címmel könyvet írt az itt megélt tapasztalatairól. A sok szörnyűség, megrázkódtatás ellenére kész csoda, hogy több, mint 35 évig annak a Ludas Matyinak volt a munkatársa, amely a humorról szólt. Erről ő maga így nyilatkozott: 

„Újságíró voltam. Azért menekültem a humorba, mert azt hittem, hogy ezeket a szörnyű dolgokat, amik értek - anyámat, öcsémet  a nyilasok, nácik megölték, apám Izraelbe ment - el lehet felejteni... de nem lehet elfelejteni!”

Ösztöndíjjal végezte el az egyetem magyar-történelem tanári szakát, ám a kötelező próba-tanításon kívül soha nem tanított. Az egyetem mellett kitanulta a susztermesterséget is. Diplomával a zsebében újságíró lett. Debreceni lapoknál dolgozott (Hajdú-Bihari Napló, Debreceni Néplap).
1954-ben a Szabad Ifjúságban kezdett rajzolni, és ekkoriban tűnt fel a Dongó nevű vicclapban is. Vidéki újságíróként többször küldött írásokat a Ludas Matyi szerkesztőségébe. Írásai Tabi Lászlónak a lap főszerkesztőjének megtetszettek. Így került az ország első számú szatirikus lapjához kezdetben külsősként, 1961-től a lap belső munkatársaként.

„A Ludas egyáltalán nem volt vicces hely. Inkább drámai volt a légkör. A pártbizottság szigorú felügyelet alatt tartott minket. Mindig azt hallottuk tőlük: „Maguk csak ne gúnyolódjanak!” Furcsa igény ez egy szatirikus laptól.”

Sokoldalú, humoros versíró, karikaturista. Tudatosan képezte magát karikaturistának, hiszen magas volt a mérce, az ország legjobb, legtehetségesebb rajzolói (Kaján Tibor, Hegedűs István, Várnai György, Szűr Szabó József, Pusztai Pál, Toncz Tibor, Szegő Gizi, Vasvári Anna, Schwott Lajos, Mészáros András, Erdei Sándor, Gerő Sándor, Balázs-Piri Balázs) mellett kellett helytállnia. Tabi László sokszor csodálkozott is rajta, hiszen a szerkesztőség két nagy csoportját az írók és a rajzolók, azaz a karikaturisták alkották és Fülöp Györgynek mindkettőhöz megvolt a tehetsége. 1990-ig dolgozott a lapnál. A Ludas Matyi Magazin, Ludas Matyi Extra, Ludas Matyi Rejtvény, Ludas Matyi Évkönyv, Mindent Tudó Kis Ludas, és minden egyéb alkalmi kiadványban megjelentek rajzai.
Külsősként a Zsákbamacska, Plajbász és Paróka, Majális, Tollasbál, Humor Olimpia, Humor VB, Színész Újságíró Magazin évente  néhányszor megjelenő alkalmi kiadványaiban is szinte minden esetben publikált. Napilapok: Népszava, Kisalföld, Vas Népe, Új Néplap, Fejér Megyei Hírlap, Magyar Nemzet, országos és megyei lapok foglalkoztatták. Rajzolt még hetilapoknak: Nők Lapja, Élet és Irodalom. Alapító tagja volt az Új Ludas című újságnak, de az csak két évig működött, és 1992-ben megszűnt. Ezután az Úritök és a Pest Vicc című lapoknak rajzolt. A rövid életű, újraindított Ludas Matyinál is dolgozott 1996-1999 között.
Nyugdíjasként könyveket írt és illusztrált.

## Kiállításai
- Országos Karikatúra Kiállítás (1983)
- Országos Karikatúra Kiállítás (1985)

## Könyvei
- Közhírré tétetik (1965)
- Görbe Kalendárium (1966)
- 1001 Vicc (1986)
- Karikatúra-suli (1986) (2000)
- Hősök, zsenik, fa-pofák (1990)
- Nosztalgia ABC (1990)
- Vidám korrajz (1990)
- Tréfás névnaptár (1998)
- Kullancs KRESZ (1998)
- Vigyázz magadra (1998)
- Zsidó viccek (1988)
- Zsidó viccek II. (1990)
- Kertész legyen, ki boldogságra vágyik (1987)
- Szórakozós számolgató (1999)
- Mesék a szeretetről (1998)
- Bátorkodom bemutatni (2000)
- Nagy vicc és karikatúra gyűjtemény (2000)
- Mókás Gyerekkalendárium (2000)
- Mókás ABC (2000
- Vidám mesék (2000)
- Napkeleti történetek (2000)
- Három kicsi magocska (2000)
- Grízbe ragadt király
- Mesefa (2000)
- Forró (2000)
- Vészkorszak (2006)

## Publikációi
- Szabad Ifjúság (1954)
- Hajdú-Bihari Napló
- Dongó
- Csúzli (1961) (1975)
- Ludas Matyi (1961-90)
- Vas Népe (1961)
- 80 Rajzzal a Föld körül (1961)
- Fejér Megyei Hírlap (1962)
- Dolgozók Lapja (1962-1965)
- Néplap (1962-1966) (1970)
- Új Néplap (1963)
- Élet és Irodalom (1963)
- Ludas Matyi Magazin (1963-1990)
- Kisalföld (1964-1968) (1992-1993)
- Nők Lapja (1964)
- Ősz Kis Ludas (1966)
- Nők Lapja Évkönyv (1966)
- Kincses Kalendárium (1966) (1993)
- Tavaszi Kis Magazin (1967)
- Nyári kis Ludas (1967)
- Plajbász és Paróka (1966-1967)
- Sportoló Kis Ludas (1967)
- Mindent Tudó Kis Ludas (1967)
- Zsákbamacska (1968) (1975)
- Napos Oldal (1968-1969)
- BUÉK (1968-1970)
- Maronikus Népszava (1969)
- Népszava Évkönyv (1970)
- Farsangi Népszava (1971)
- Érdekes kalendárium (1972)
- 1953 Vicc (1972)
- Majális (1973)
- Nyári Örömök (1974)
- Vidám Nyaralás (1974)
- Tollasbál (1975-1990
- Képes Sport (1974-1975)
- Humor (1977)
- Humor OB (1978)
- Nők Lapja Évkönyv (1982)
- Gólyahír (Ludas) (1985)
- Színész Újságíró Magazin (1978)
- Humor Olimpia (1979)
- Extra Ludas (1986-1989)
- Humor VB (1986)
- Kölyök (1987)
- T-Boy (1988)
- Új Ludas (1990-1992)
- Új Ludas Magazin (1990) (1991)
- Új Ludas Évkönyv (1991)
- Bukfenc (1992)
- Magyar Nemzet (1993-1994)
- Tökmag (1993-1994)
- Úritök (1993-1994)
- Magyar Poén Tőzsde (1994)
- Pesti Vicc (1995-1999)
- Ludas Matyi Rejtvény Magazin (1996)
- Ludas Matyi (1996-1999)
- Vicc az egész (1998)
- LMLM (2000)